# سانتیاگو آپولوا
سانتیاگو آپولوا (به اسپانیایی: Santiago Apoala) یک منطقهٔ مسکونی در مکزیک است که در اوآخاکا واقع شده‌است. سانتیاگو آپولوا ۵۷٫۴۱ کیلومتر مربع مساحت و ۸۱۵ نفر جمعیت دارد.